# Catinathrips vaccinophilus
Catinathrips vaccinophilus är en insektsart som först beskrevs av Ian A. Hood 1936.  Catinathrips vaccinophilus ingår i släktet Catinathrips och familjen smaltripsar. Inga underarter finns listade i Catalogue of Life.